# Fritz Rühle
Fritz Rühle war ein deutscher Fußballschiedsrichter.

## Leben
Rühle stammt aus Merseburg. Er leitete zahlreiche bedeutende Fußballspiele, unter anderem das Finale des Tschammerpokals 1938 zwischen dem FSV Frankfurt und Rapid Wien. Von 1935 bis 1940 leitete er insgesamt 11 Spiele im Tschammerpokal und von 1933 bis 1944 insgesamt 16 Spiele der Deutschen Meisterschaft.